# گربه‌کوسه‌های آب‌نبات‌چوبی
گربه‌کوسه‌های آب‌نبات‌چوبی (نام علمی: Cephalurus) نام یک سرده از تیره گربه‌کوسه است.